# Eddie Hodges
Eddie Hodges, född Samuel Hodges 5 mars 1947 i Hattiesburg i Mississippi är en amerikansk sångare och skådespelare. Hodges hade en succé 1961 med I'm Gonna Knock on Your Door. Som skådespelare gjorde han några filmer, bland annat spelade han Huckleberry Finn i Huckleberry Finns äventyr 1960.
År 1959 blev han Mississippis första Grammyvinnare.

## Filmografi i urval
- 1959 – Livet är härligt
- 1960 – Huckleberry Finns äventyr
- 1962 – Storm över Washington
- 1963 – Summer Magic
- 1965 – Bröderna Cartwright (TV-serie)
- 1967 – Krutrök (TV-serie)
- 1967 – The Happiest Millionaire
- 1968 – Älska mig lite

## Diskografi
Singlar (i urval)
- "I'm Gonna Knock on Your Door" (1961)
- "Bandit of My Dreams" (1962)
- "(Girls, Girls, Girls) Made to Love" (1962)
- "New Orleans" (1965)